# Verbandsgemeinde Loreley (1972-2012)
La comunità amministrativa di Loreley (Verbandsgemeinde Loreley) era una comunità amministrativa della Renania-Palatinato, in Germania.
Faceva parte del circondario del Reno-Lahn.
A partire dal 1º luglio 2012 è stata unita alla comunità amministrativa di Braubach per costituire la nuova comunità amministrativa Verbandsgemeinde Braubach-Loreley, che dal 1º luglio 2012 ha assunto il nome di Verbandsgemeinde Loreley pur essendo un ente distinto dalla precedente comunità amministrativa omonima.

## Suddivisione
Comprendeva 17 comuni, 2 urbani e 15 rurali:
1. Auel
2. Bornich
3. Dahlheim
4. Dörscheid
5. Kaub (città)
6. Kestert
7. Lierschied
8. Lykershausen
9. Nochern
10. Patersberg
11. Prath
12. Reichenberg
13. Reitzenhain
14. Sankt Goarshausen (città)
15. Sauerthal
16. Weisel
17. Weyer

Il capoluogo era Sankt Goarshausen.
| Controllo di autorità | GND (DE) 4671658-0 |